# Simone de Magistris
Pour les articles homonymes, voir Magistris.

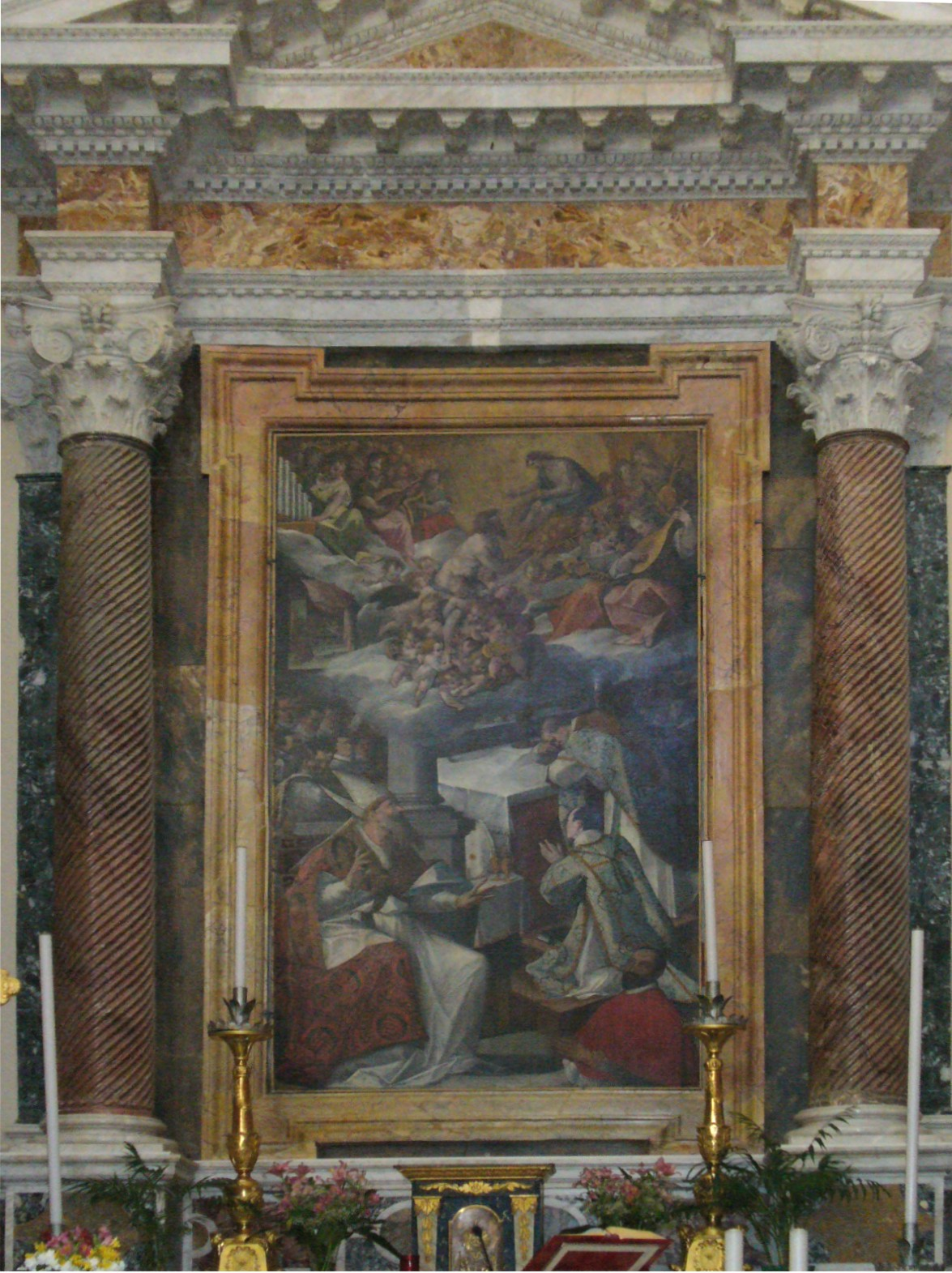
Passage de Saint Martin, retable, Collégiale de S. Martino, Caldarola.

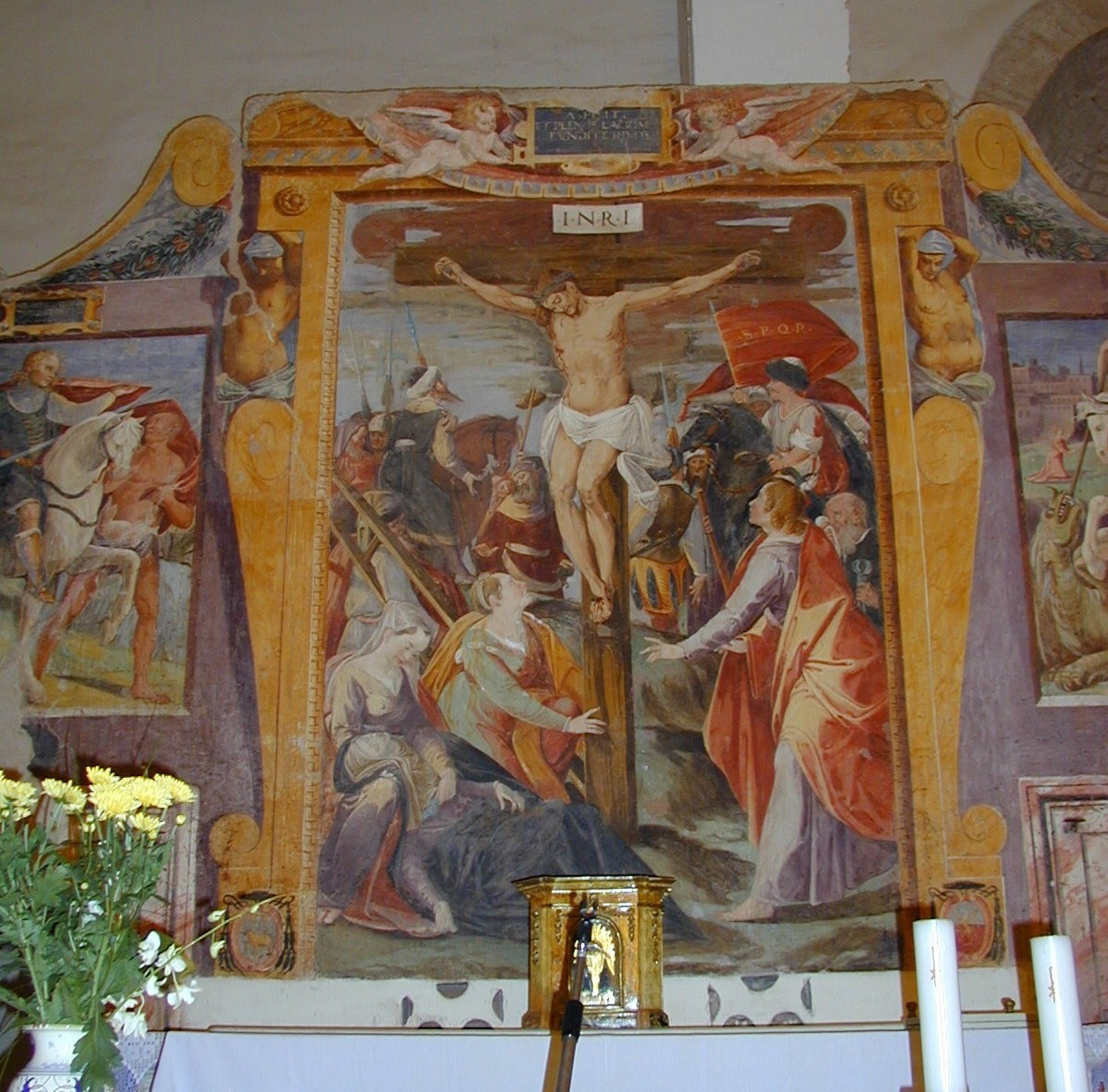
Pentaptyque: Crucifixion, fresque 1588, église des Saints Martin et George au château de Vestignano, Caldarola

Simone De Magistris (Caldarola, env. 1538 – 1611) est un sculpteur et peintre italien.

## Biographie
Simone, fils de Giovanni Andrea de Magistris et Camilla di Ambrogio , et frère de Palmino et Giovanfrancesco, tous deux peintres, font donc partie d'une famille de peintres de Caldarola dans la province de Macerata, dans la région des Marches. Les fils de Simone, Federico et Solerzio, travaillent également comme peintres, donnant ainsi naissance à ladite école de peinture caldarolaise.
Il se forme dans l'atelier familial puis s'installe à Loreto, où il fréquente brièvement l'atelier du vieux Lorenzo Lotto. Toutes les biographies écrites sur Simone De Magistris commencent par la citation :

« Simone fiol de mastro Joan Andrea depintor de Caldarola, posto a star meco per garzone de servicij e bisogni miei e perfectione de casa, etiam de l’arte per imparar … »

— extrait du Livre des dépenses que tint Lorenzo Lotto pendant qu’il se trouvait dans la Santa Casa di Loreto
Simone avait été accompagnée dans l'atelier de Lotto par un autre peintre caldarolais de l'époque, Durante Nobili, une vieille et fidèle connaissance du maître vénitien, mais le jeune élève « n'y resta que huit jours » .
Simone est considéré « comme l'un des protagonistes de l'art de la Contre-Réforme entre les XVIe et XVIIe siècles. Le maniérisme trouve en lui l'un des premiers représentants »  .
Il a travaillé longtemps pour le cardinal Giovanni Evangelista Pallotta, l'architecte du renouveau urbain de leur patrie commune, Caldarola.
L'année de la mort du peintre remonte à 1611, car le 6 janvier 1612, le retable avec l'Assomption, qu'il avait entrepris de peindre en 1610 pour Santa Maria della Carità à Ascoli Piceno, a été commandé au peintre Gianandrea Urbani d'Urbino.

## Œuvres
- Adorazione dei Magi, 1562, olio su tela, Montefortino(AP), Pinacoteca Comunale
- Assunzione della Vergine, 1562, olio su tela, 210 × 150, iscrizione: SIMON ET IOHANES FRANCISCVS TOSCHANI DE CALDAROLA PINGEBANT IDXXXXXXII, Camerino (MC), Pinacoteca Civica
- Presepe, 1566 circa, 135 × 190, iscrizione: SIMONE E GIANFRANCESCO TOSCANI DA CALDAROLA PINGEVANO, Spoleto (TR), Pinacoteca Comunale
- Adorazione dei Magi, 1566, olio su tela, 375 × 240, iscrizione: SIMONE E GIANFRANCESCO TOSCANI DA CALDAROLA PINSERO 1566, Matelica (MC), Chiesa di S. Francesco
- Calvario, 1566, olio su tela, 282 × 192, iscrizione: SIMONE E GIOANFRANCESCO TOSCANI DA CALDAROLA PINXIT MDLXIIIIII, Esanatoglia (MC), Chiesa di Santa Maria di Fonte Bianco
- Oratorio del Crocifisso, 1566, affresco, Serravalle di Chienti (MC), Parrocchiale di Santa Lucia
- Presepe e Deposizione, 1569, affresco, Ripatransone (AP), Chiesa del Carmine
- Martirio di Santo Stefano, 1569, olio su tela, 263 × 155, iscrizione: SIMONE E GIOANFRANCESCO [TOSCANI] DA CALDAROLA PINGEVANO ANNO DOMINI MDLXVIIII, Matelica (MC), Chiesa di S. Francesco
- Ciclo della Passione, 1569, affresco, Matelica (MC), Chiostro della Chiesa di S. Francesco
- Presepe con s. Nicola da Tolentino, 1570, olio su tavola, 228 × 131, iscrizione: SIMONE DE DE MAGISTRIS DA CALDAROLA PINGEVA MDLXX, Fabriano (AN), Pinacoteca Civica
- Madonna del Rosario, 1572, Bassano, Fabriano (AN), Chiesa Parrocchiale di S. Stefano
- Deposizione e Santi, 1573?, olio su tavola, 217 × 121, San Cassiano, Sarnano (MC), Chiesa di San Cassiano
- Madonna con Bambino e Santi, 1574, olio su tela, 242 × 145, iscrizione: SIMONE E GIOANFRANCESCO DE MAGISTRIS DA CALDAROLA FACIEBANT PICTVRA ET SCVLTVRA 1574, Ascoli Piceno, Parrocchia di S. Pietro Martire
- Madonna con Bambino e Santi, 1574, olio su tela, 266 × 177, iscrizione: SIMONE DE MAGISTRIS DA CALDAROLA 1574, Ripatransone (AP), Palazzo Vescovile
- Madonna del Rosario, 1575, olio su tela, 290 × 260, San Ginesio (MC), Collegiata della Santissima Annunziata
- Madonna con Bambino e Santi, 1576 circa, affresco staccato, Montecosaro (MC), Chiesa di S. Rocco « Turismo »(Archive.org • Wikiwix • Archive.is • Google • Que faire ?)
- La vocazione di S. Matteo, 1576, olio su tela, 318 × 170, Montecosaro (MC), Chiesa di S. Rocco
- Madonna con Bambino e Santi, 1576, olio su tela, 294 × 182, iscrizione: SIMONE DE MAGISTRIS DA CALDAROLA PINGEVA 1576, Potenza Picena (MC), Chiesa dei Zoccolanti
- Deposizione e Santi, 1576, olio su tela, 285 × 186, iscrizione: SIMONE DE MAGISTRIS DA CALDAROLA PINGEVA 1576, Potenza Picena (MC), Chiesa dei Cappuccini
- Madonna del Rosario e Santi, 1577, olio su tela, 297 × 198, iscrizione: SIMONE DE MAGISTRIS CALDAROLA FACIEBAT MDLXXVII, Montefortino (AP), Pinacoteca Comunale
- Madonna del Rosario e Santi, 1577, inchiostro su carta, 40,4 × 26,1, Milano, Pinacoteca di Brera
- Madonna con Bambino e Santi, 1579, olio su tela, 250 × 165, iscrizione: SIMONE MAGISTRIS CALDAROLENSIS FACIEBAT MDLXXVIIII, Ripatransone (AP), Cattedrale Santi Gregorio e Margherita
- Vita della Vergine, 1580-82, stucchi e affreschi, arco e catino absidale, Macereto, Visso (MC), Santuario di Santa Maria
- Madonna del Rosario e Santi, 1581, affresco, iscrizione: DIE, V, MENSIS, AVGVSTI, MDLXXXI SIMONE DA CALDAROLA PINGEVA, Aschio, Visso (MC), Chiesa di Santa Maria della Cava
- Madonna del Rosario e Santi, 1583, affresco, iscrizione: SIMONE MAGISTRIS DA CALDAROLA PINGEVA 158(.) ANNO DOMINI MDLXXXIII, Casavecchia, Pieve Torina (MC), Chiesa di Sant'Oreste
- Madonna con Bambino e Santi, 1584, olio su tela, 226 × 168, iscrizione: REM SACRAM QVOTIES HABET HOC ALTARE, SACERDOS EX PAENIS ANIMAM PVRGANTIBVS ERIPITVNAM. ANNO DOMINI MDLXXXIIII SIMON DE MAGISTRIS FACIEBAT, Potenza Picena (MC), Museo Comunale
- Madonna con Bambino, 1584, frammento di affresco, Montefiore dell'Aso (AP), Chiesa di S. Filippo
- Madonna con Bambino, 1585, olio su tela, 257 × 167, iscrizione: SIMON DE MAGISTRIS DE CALDAROLA PIGNIEBAT ANNO DOMINI MDLXXXV, Osimo, Museo Sacro Diocesano
- Sposalizio mistico di S. Caterina e Santi, 1585-88, olio su tela, 300 × 200, Tolentino, Museo della Basilica di S. Nicola
- Assunzione della Vergine, S. Martino, Calvario, S. Giorgio e Cristo risorto e Santi Vescovi, 1587-88, affreschi, Pentittico degli altari frontali, Vestignano, Caldarola (MC), Chiesa dei Santi Martino e Giorgio
- Pentecoste, 1589, olio su tela, 290 × 190, iscrizione:  MDLXXXVIIII SIMONE DE MAGISTRIS DA CALDAROLA PIGNEVA, Appignano del Tronto (AP), Pieve di S. Giovanni Battista
- Esaltazione del Nome di Gesù, 1589, olio su tela, 345 × 179, Offida (AP), Palazzo Comunale « De-Magistris »(Archive.org • Wikiwix • Archive.is • Google • Que faire ?)
- S. Antonio abate, 1590, affresco, Offida (AP), Chiesa di S. Antonio abate
- Cappella Trasi, 1590, affreschi e stucchi, Ascoli Piceno, Chiesa di Santa Maria della Carità
- Adorazione dei pastori, 1590, olio su tela, 222 × 127, iscrizione: SIMON DE MAGISTRIS DE CALDAROLA ET SOLERTIVS EIVS FILIVS ARTIFICES 1590, Mentana (Rome), Collezione Federico Zeri
- San Nicola da Tolentino, olio su tela, 180 × 112, Tolentino, Museo del Santuario di San Nicola
- Madonna del Rosario e Santi, 1592 circa, olio su tela, 330 × 187, iscrizione: SIMON DE MAGISTRIS DE CALDAROLA FACIEBAT 1592, Ascoli Piceno, Pinacoteca Civica
- Madonna del Rosario e Santi, 1592, olio su tela, 145 × 85, Ascoli Piceno, Monastero delle Benedettine di Sant'Onofrio
- Transito di San Martino, 1594, olio su tela, 349 × 200, altare maggiore, Collegiata di San Martino, Caldarola
- La Pietà e Santi, 1594, tempera su tela, 232 × 161, San Ginesio (MC), Pinacoteca
- Madonna con Bambino e Santi, 1596, olio su tela, iscrizione: AVE REGINA COELORVM SIMON DE MAGISTRIS DE CALDAROLA PINGEBAT 1596, Lapedona (FM), Chiesa di San Nicolò
- Cappella Vannarelli, 1598, stucchi, San Ginesio (MC), Collegiata Santissima Annunziata
- Ultima Cena, 1598, olio su tela, 225 × 182, iscrizione:  SIMON DE MAGISTRIS CALDAROLENSIS PICTVRAM ET SCVLPTVRAM FACIEBAT ANNO DOMINI MDLXXXXVIII, Cappella Vannarelli, San Ginesio (MC), Collegiata Santissima Annunziata « Ultima Cena » [archive du 13 aprile 2013]
- Caduta sotto la Croce, 1598, olio su tela, 225 × 182, Cappella Vannarelli, San Ginesio (MC), Collegiata Santissima Annunziata « http://www.sambenedettoggi.it/wp-content/uploads/2007/04/simone_de_magistris_caldarola_sgarbi_1.jpg] »(Archive.org • Wikiwix • Archive.is • Google • Que faire ?)
- Cristo crocifisso, Vergine e San Giovanni, 1598, olio su tela, 200 × 110, Cappella Vannarelli, San Ginesio (MC), Collegiata Santissima Annunziata
- Storie della vita di S. Silvestro Guzzolini, 1599-1600, affreschi e stucchi, Fabriano (AN), Chiesa di S. Benedetto « osbsilv.org »(Archive.org • Wikiwix • Archive.is • Google • Que faire ?)
- Sant'Antonio abate e San Venanzio, 1600 circa, affresco, Croce, Caldarola, Chiesa della Santa Croce
- Ultima Cena, 1607, olio su tela, iscrizione: SIMON … PINGEBAT, Sarnano, Pinacoteca Comunale
- Ciclo dell'infanzia di Gesù, pannelli cantoria, Force (AP), Collegiata di San Paolo
- Madonna con Bambino e Santi,  scultura in stucco policromo, 160 × 54, Force (AP), Musei sistini del Piceno « Simone de Magistris »(Archive.org • Wikiwix • Archive.is • Google • Que faire ?)
- Madonna del Rosario e Santi, 1608 circa, olio su tela, 215 × 151, iscrizione: ANNO DOMINI MD. SIMONE DA CALDAROLA, Castel Sant'Egidio, Castignano (AP), Chiesa di Sant'Egidio
- Cappella Gilio, 1608, stucchi e pitture, Ascoli Piceno, Chiesa di Santa Maria della Carità
- Madonna con Bambino e Santi, 1608, olio su tela, 213 × 128, Urbino, Galleria Nazionale delle Marche
- Eterno Padre e Cristo esanime, 1608, affresco, Gualdo (MC), Pieve di Sant'Elpidio
- Cappella Orgilla della Torre, 1610-11, stucchi, Ascoli Piceno, Chiesa di Santa Maria della Carità

## Galerie d'images

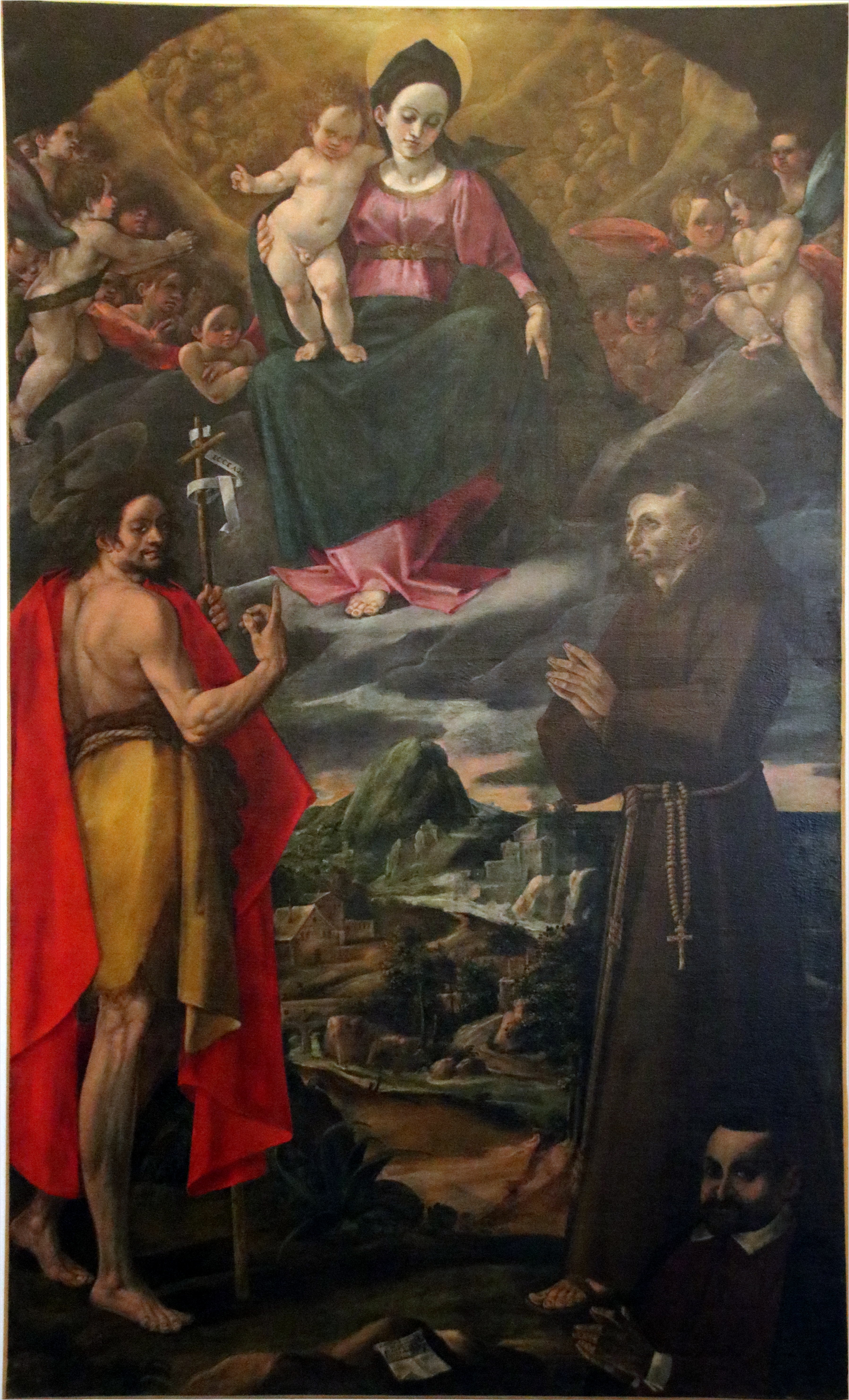
Madone à l'Enfant parmi les saints et donateur. Simone et Solerzio de Magistris
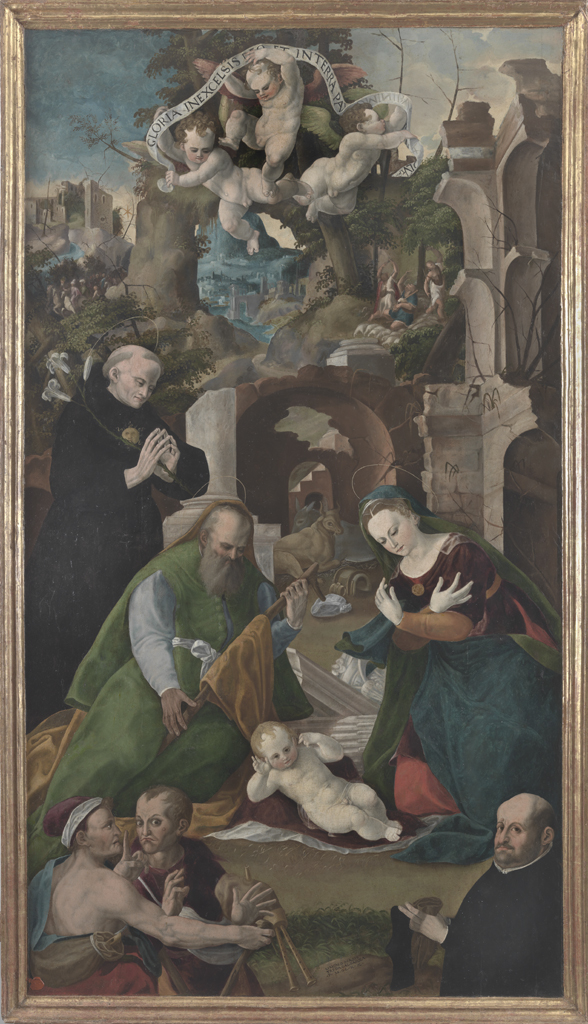
Crèche avec saint Nicolas de Tolentino
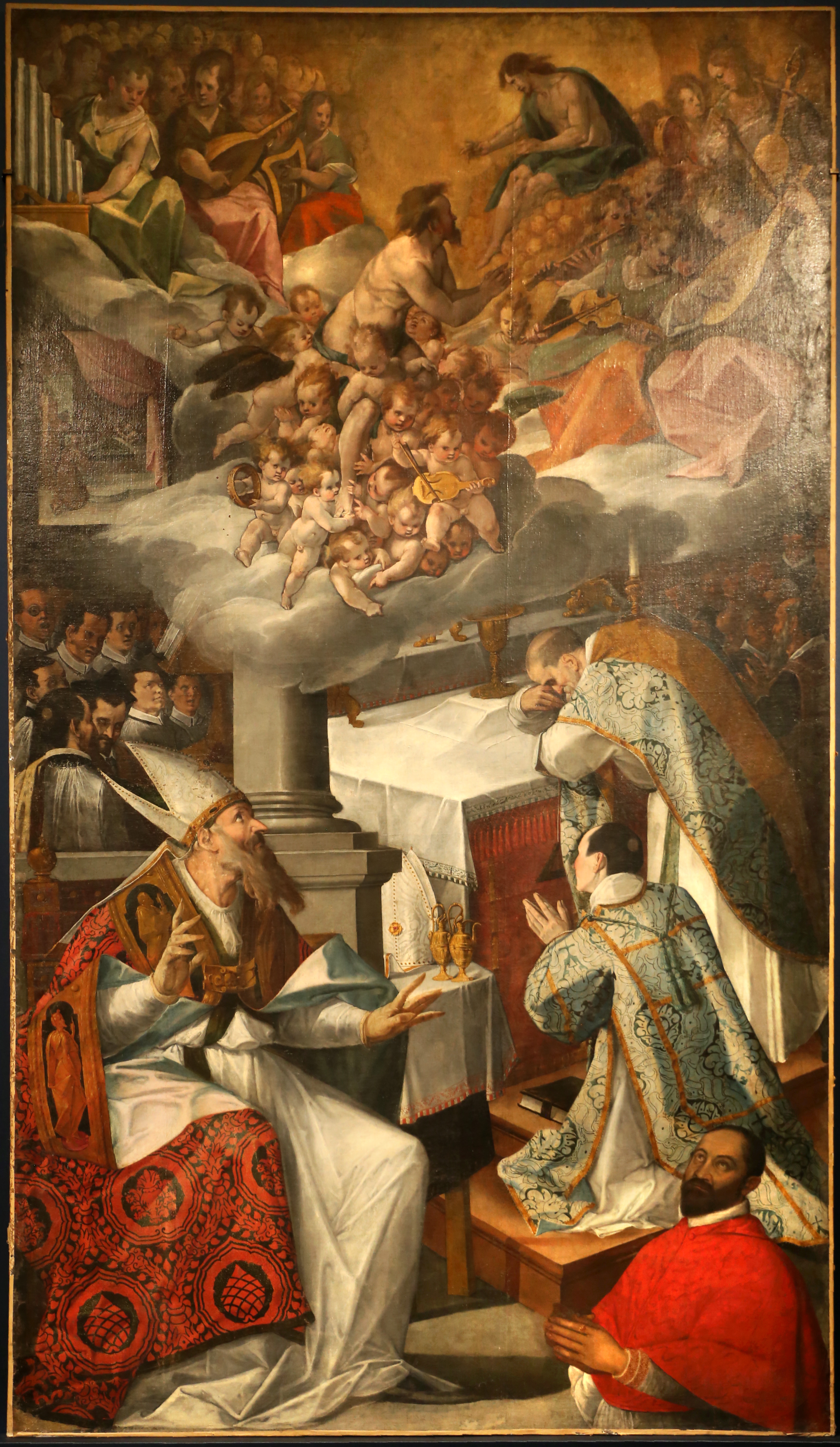
Transit de saint Martin, 1593-1594, Caldarola, San Martino.
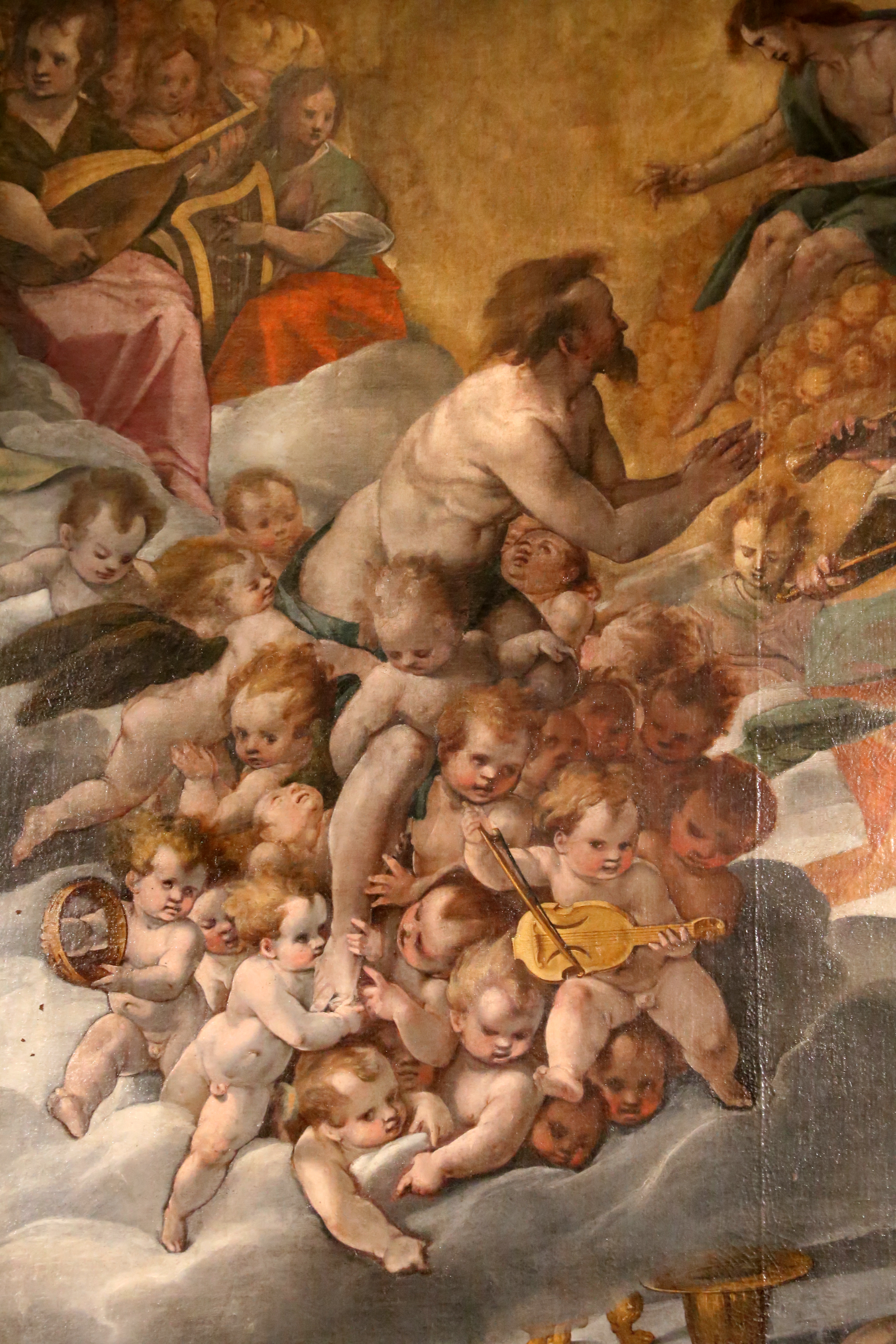
Transit de saint Martin (détail)

Sanctuaire de Santa Maria, Macereto, Visso, 1580-82, arche et bassin de l'abside

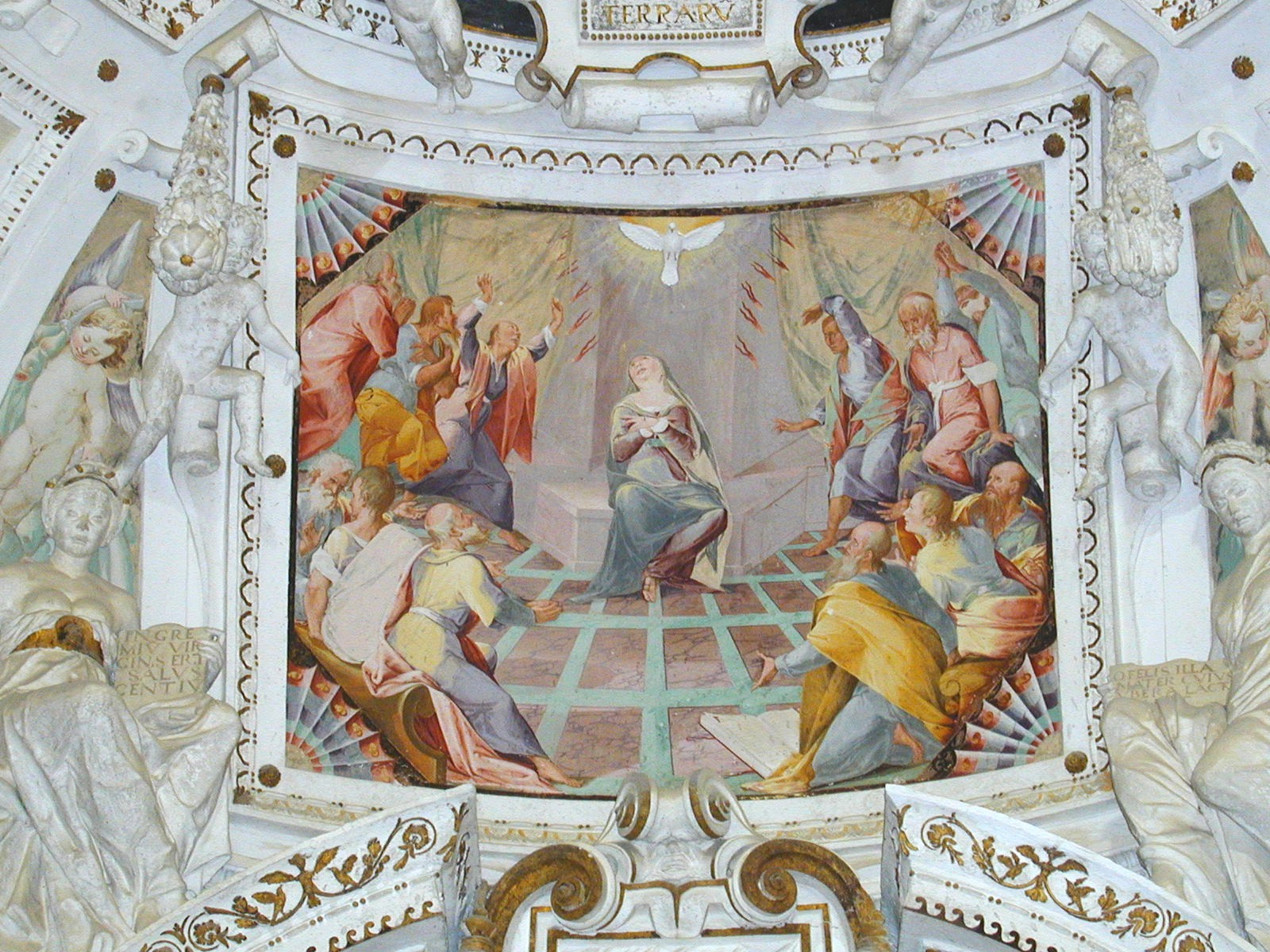
Déposition, 1580-82, fresque et stuc
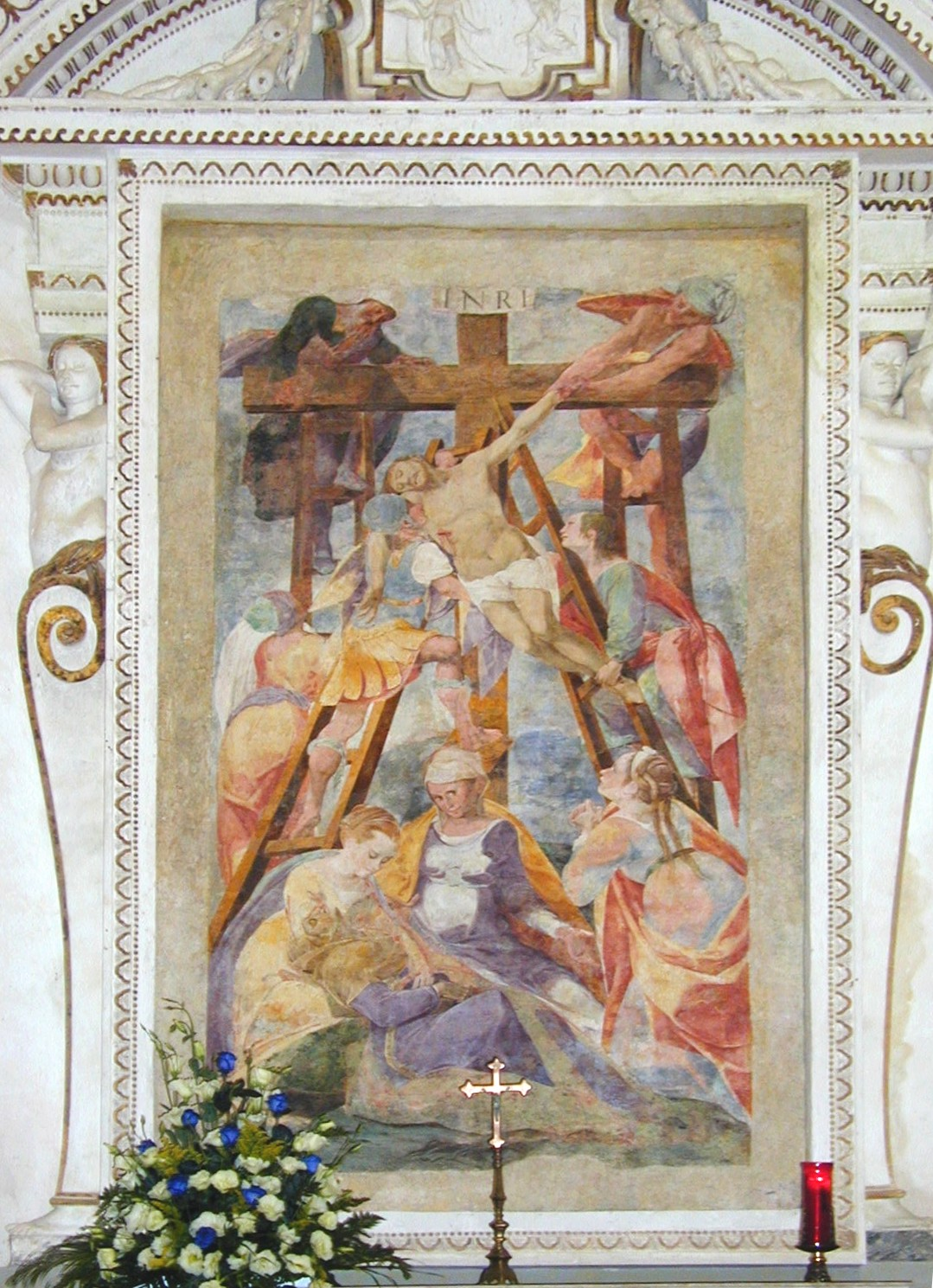
Déposition, 1580-82, fresque et stuc
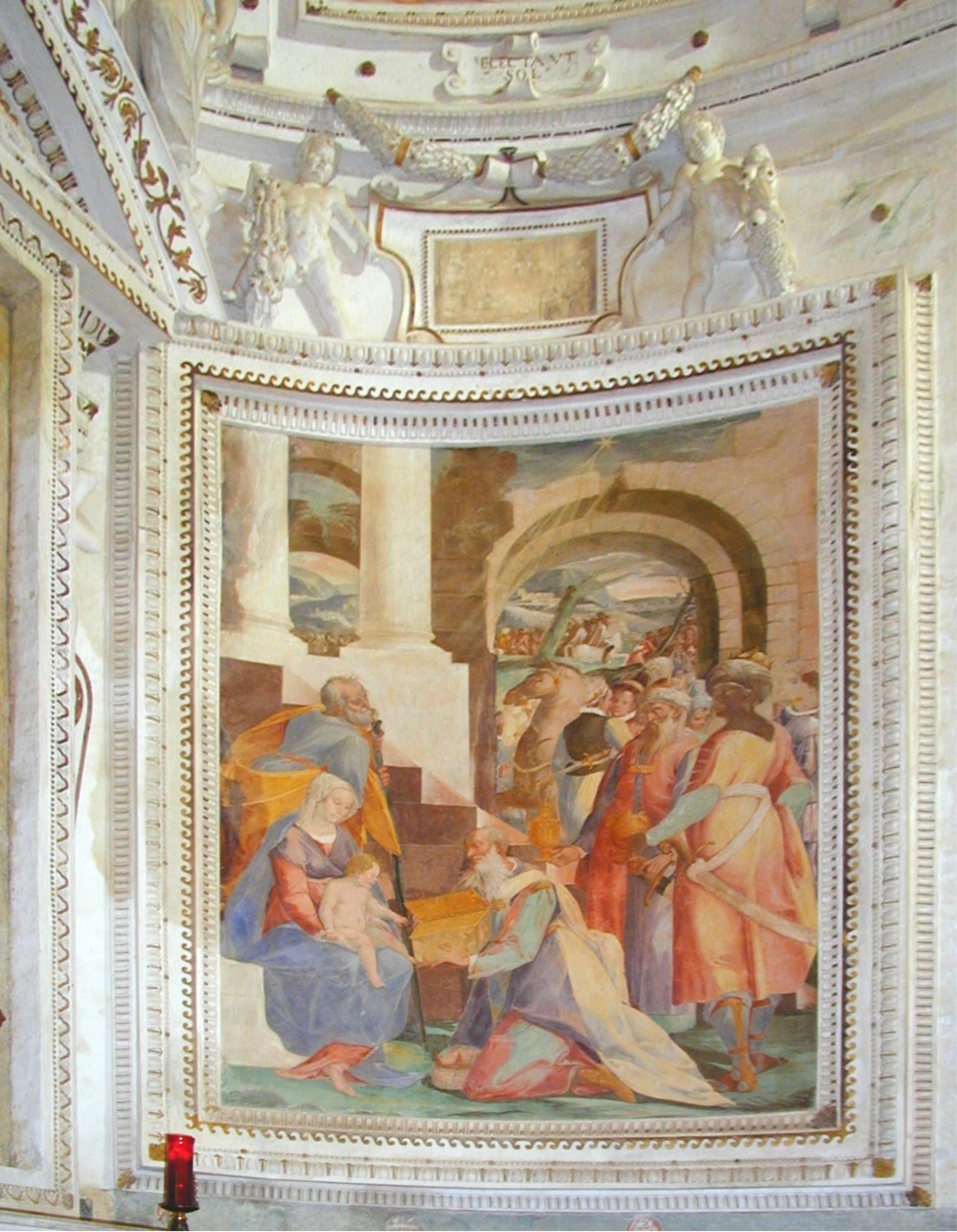
Adoration des Mages, 1580-82, fresque et stuc
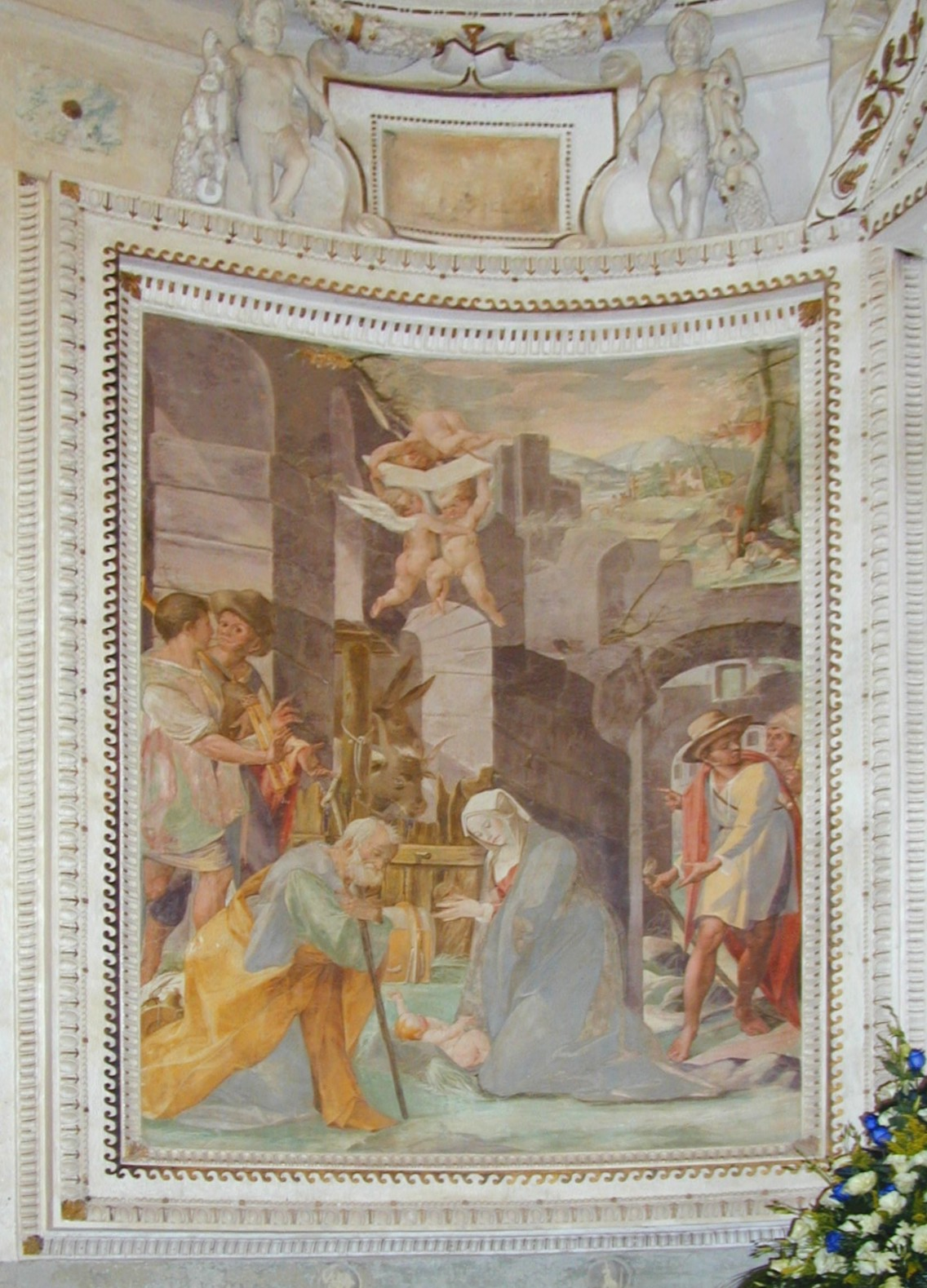
Adoration des bergers, 1580-82, fresque et stuc
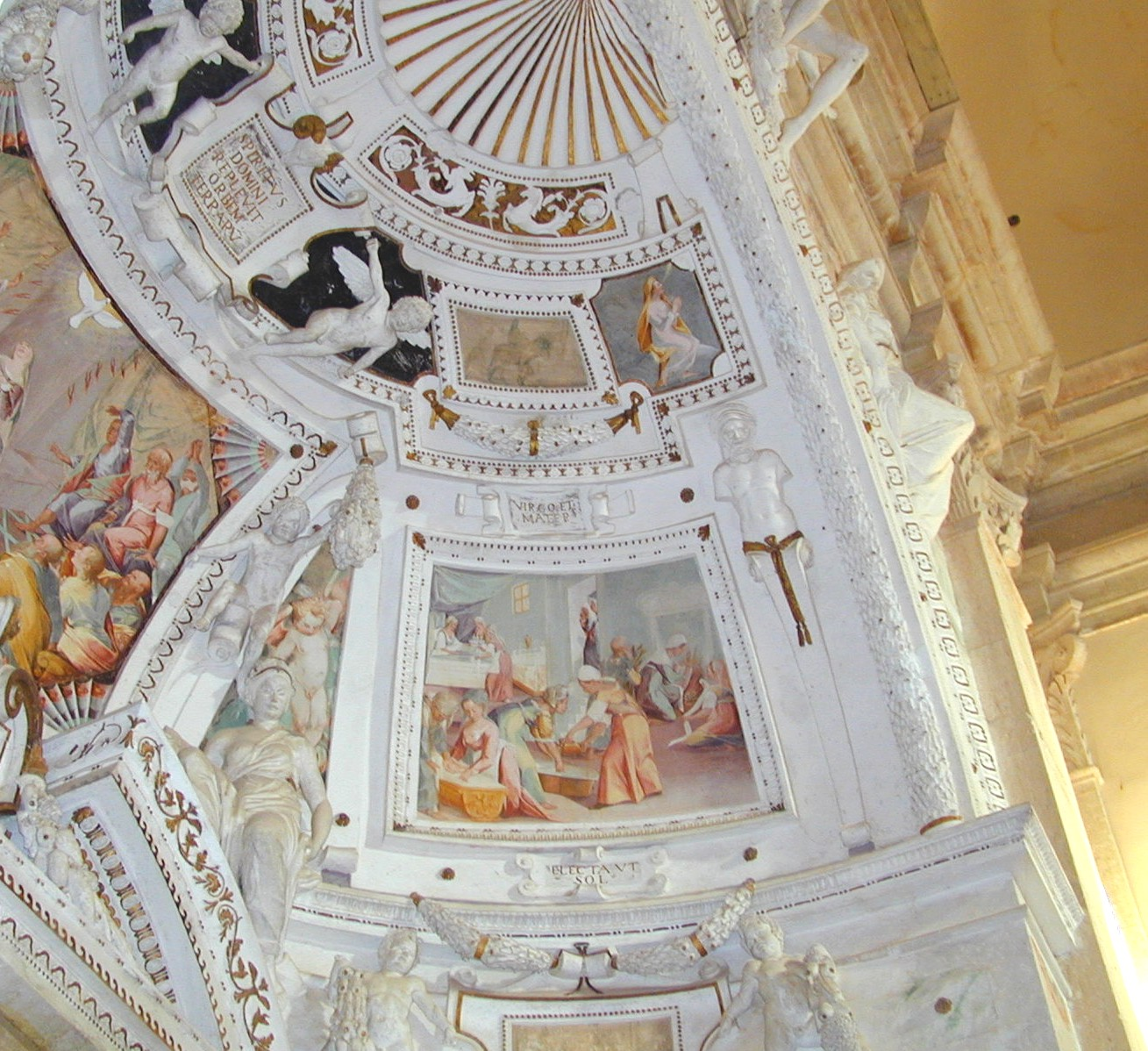
Nativité de Marie, 1580-82, fresque et stuc
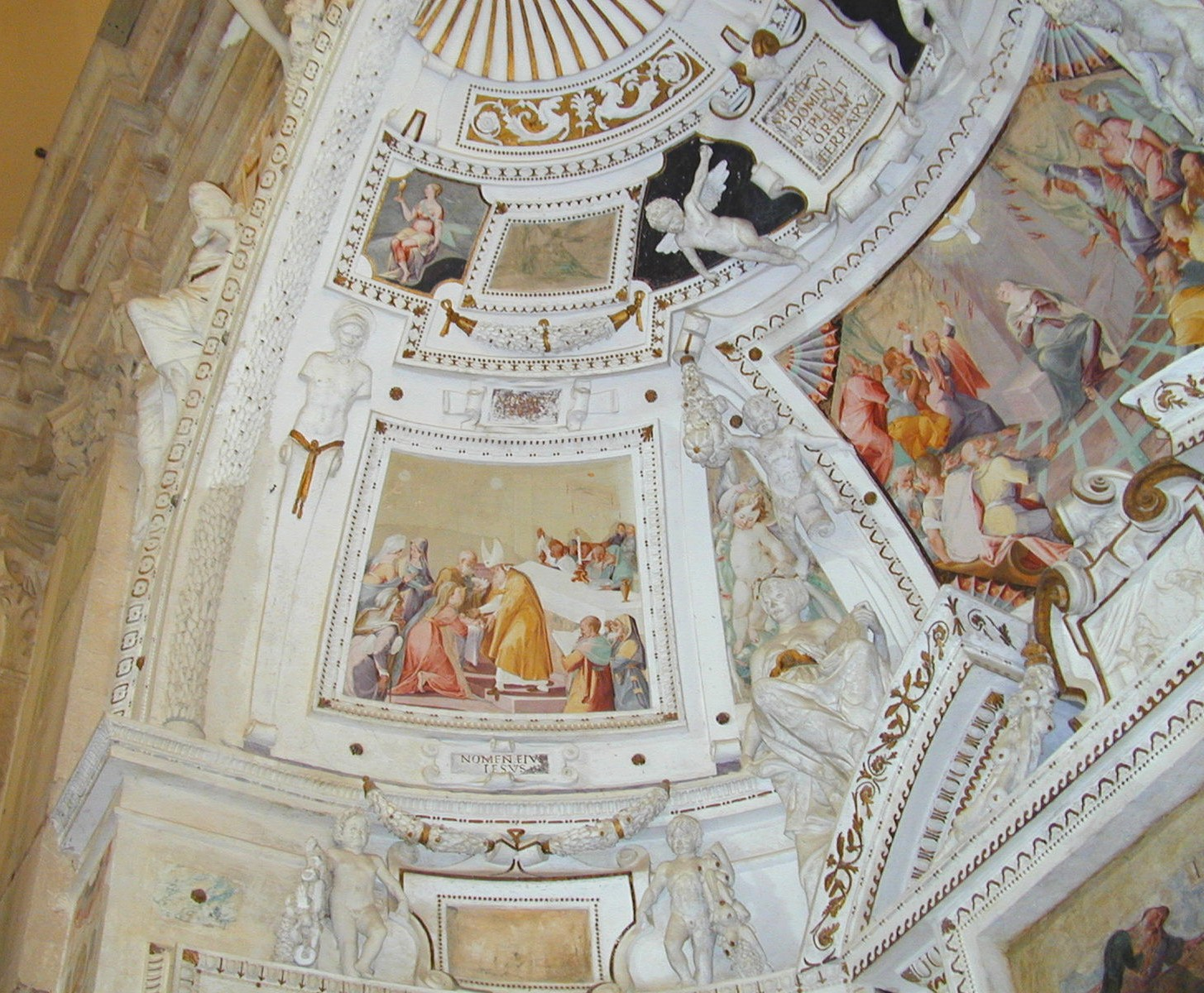
Présentation de Jésus au Temple, 1580-82, fresque et stuc

Église des Saints Martino et Giorgio, Vestignano, Caldarola, 1587-88, Penttyque des autels avant

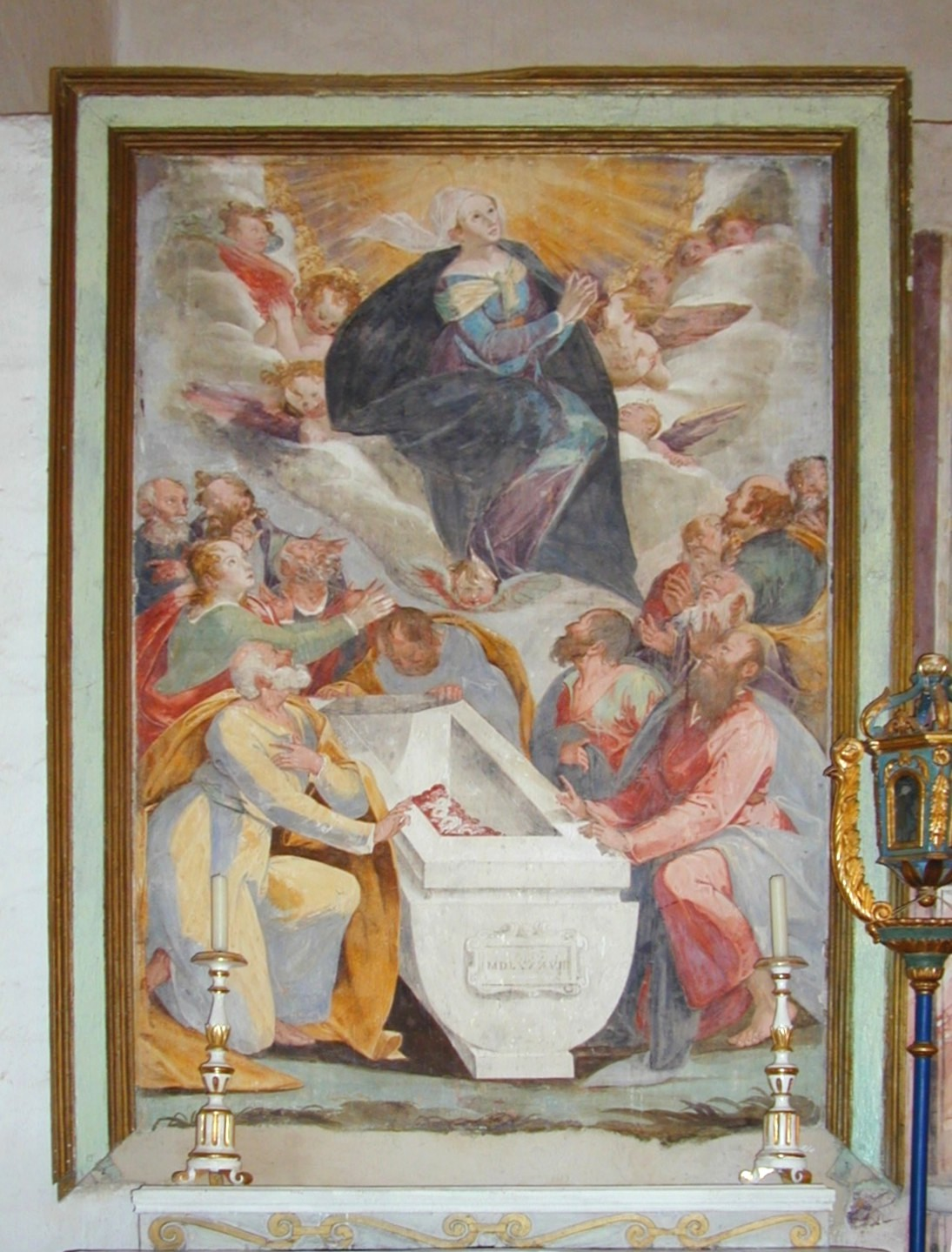
Assomption de la Vierge, 1587-88, fresque, autel latéral
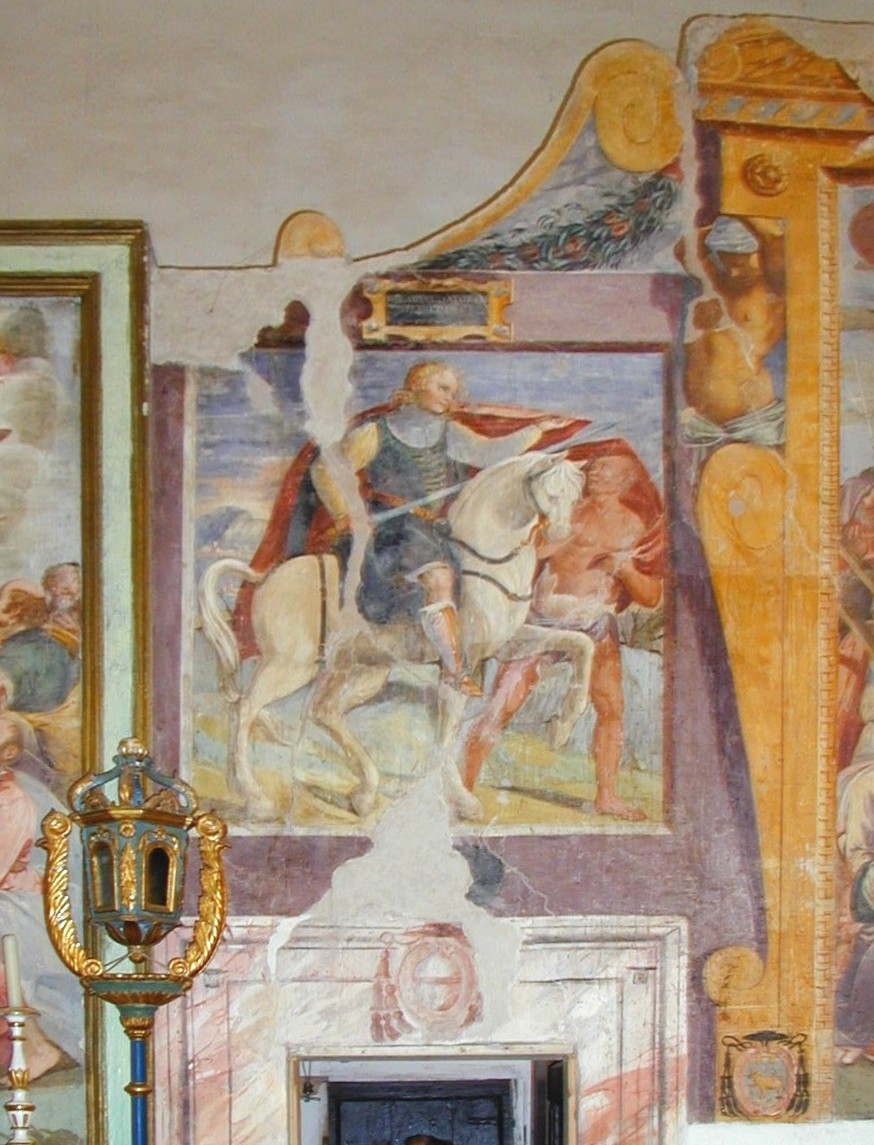
S. Martino, 1587-88, fresque
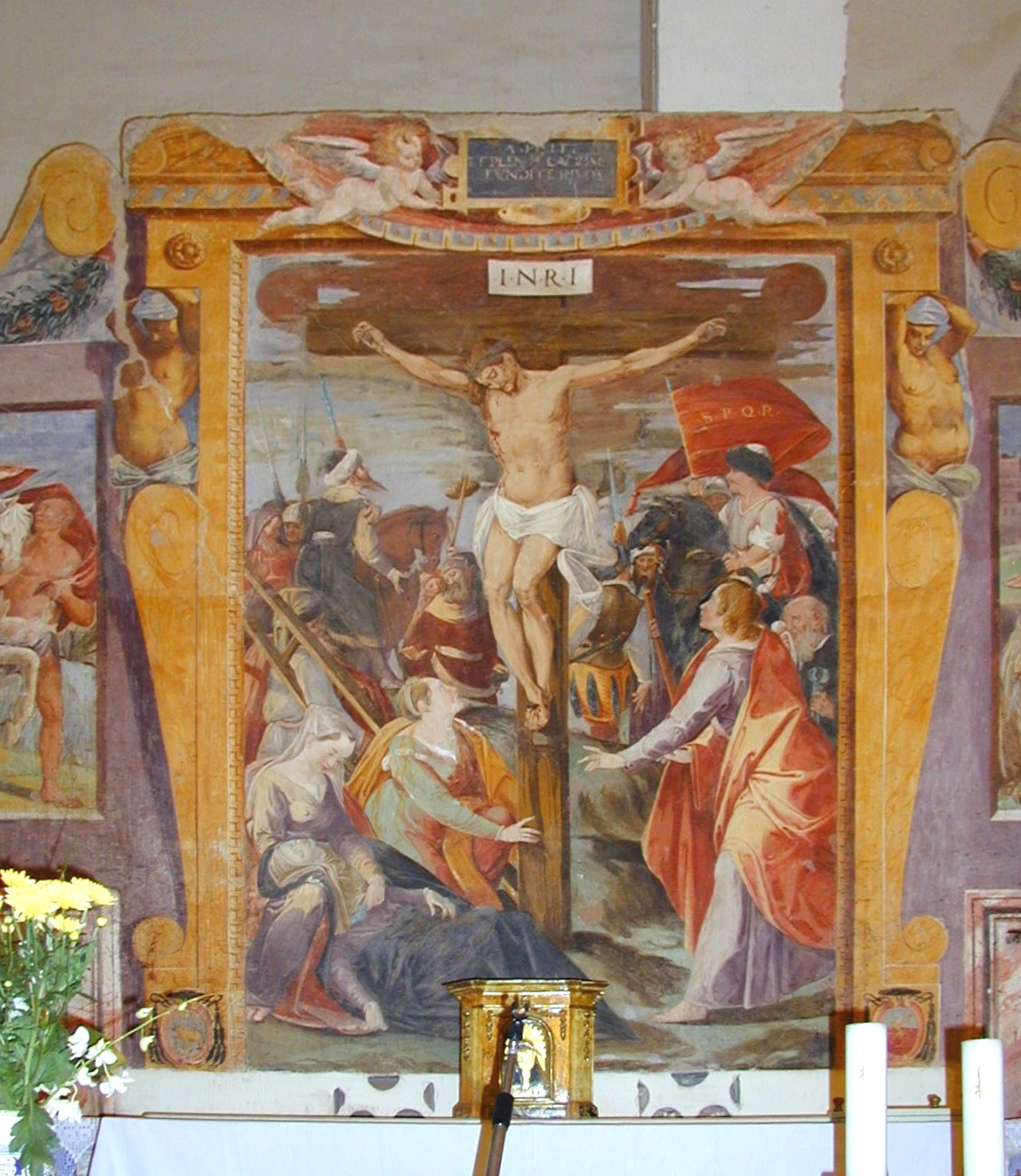
Calvaire et Saints, 1587-88, fresque, autel central
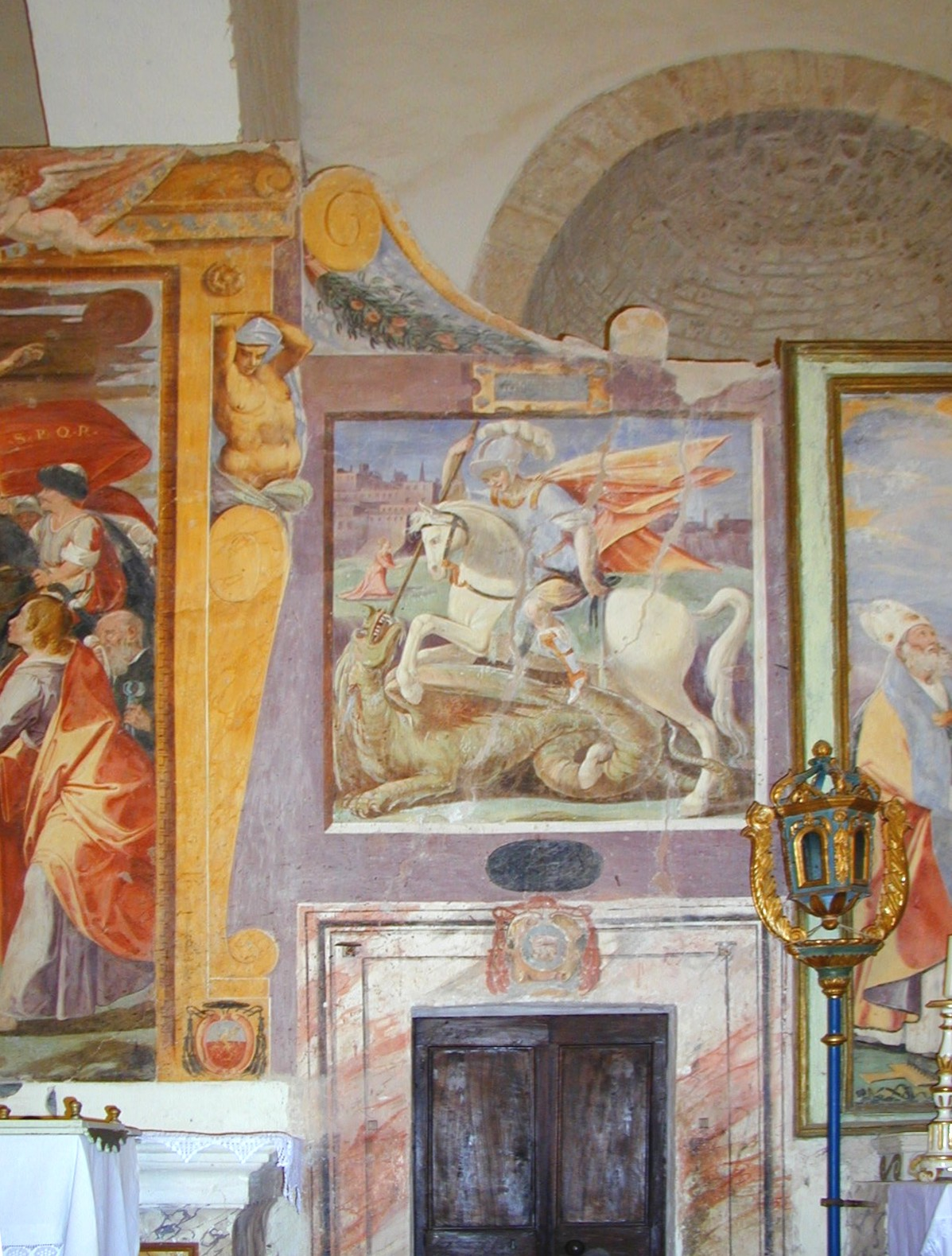
S. Giorgio, 1587-88, fresque
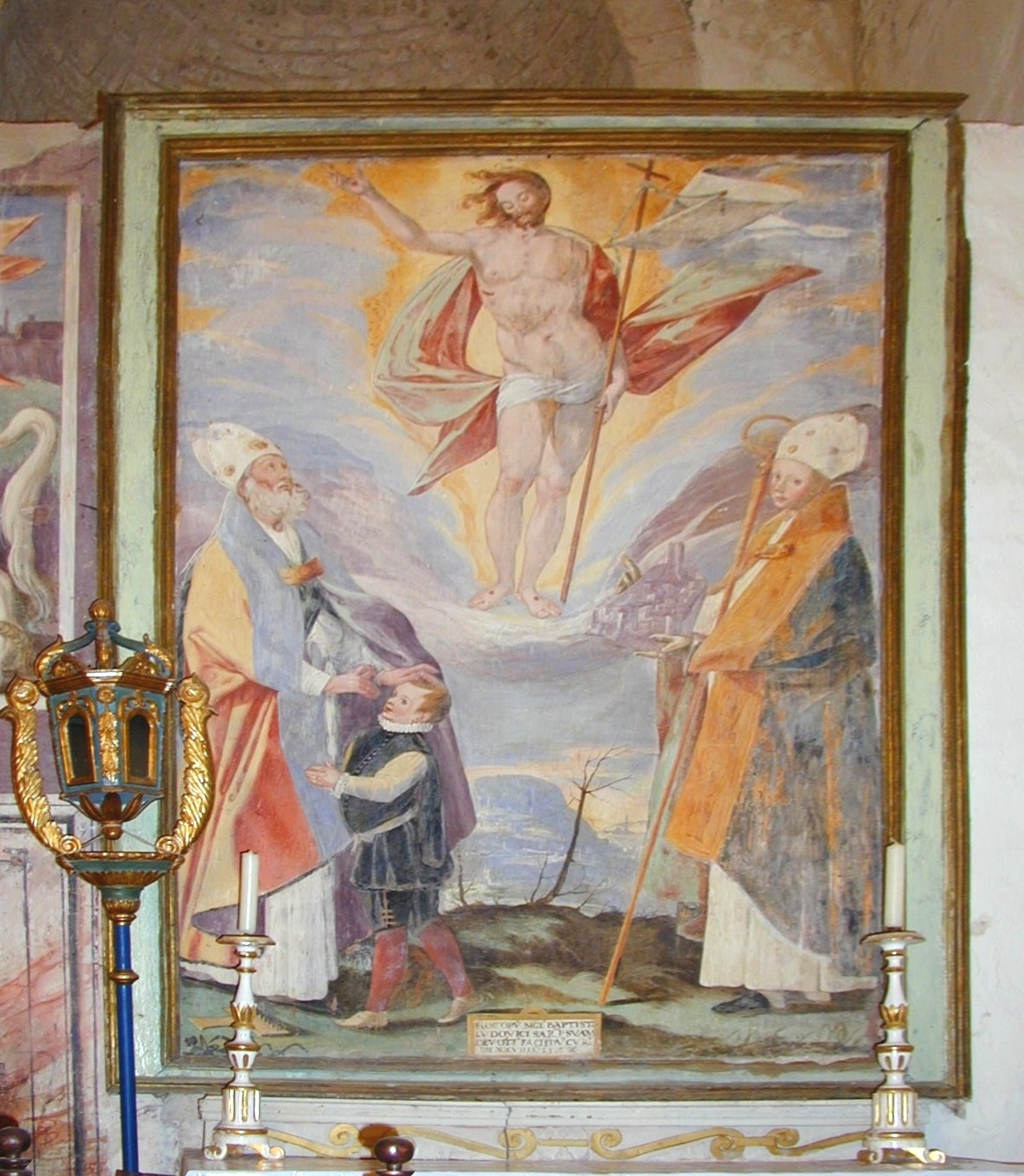
Christ ressuscité et saints évêques, 1587-88, fresque, autel latéral

## Notes et références

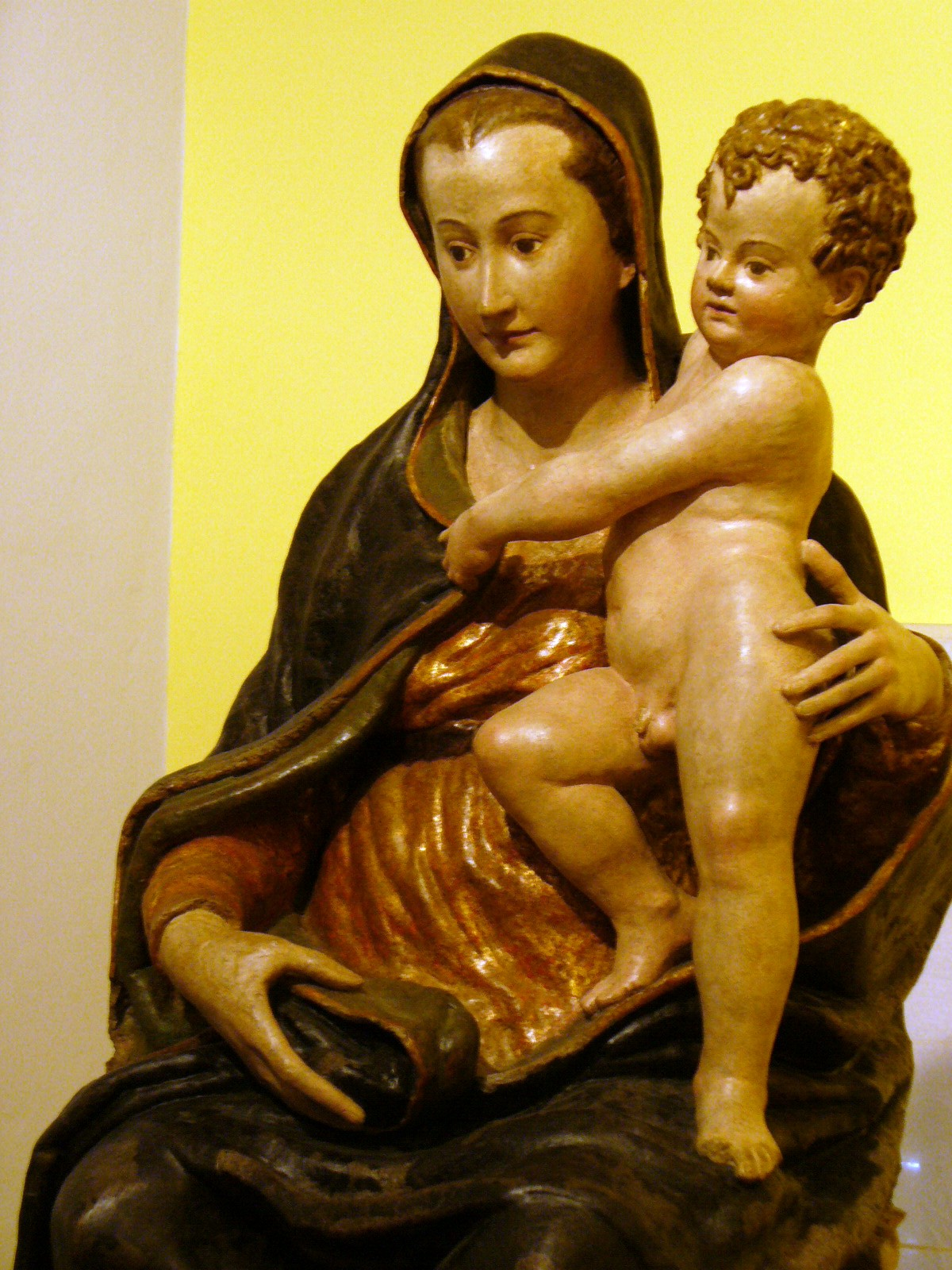
Vierge à l'Enfant, sculpture en stuc polychrome, Force (AP), Musées Sixtine de Piceno